# Споменици посвећени Николи Тесли
Овде је списак неких од споменика, спомен-плоча, статуа и бисти Николе Тесле које се налазе у Србији и свету. У Београду се налази јединствени Музеј Николе Тесле, својеврсни споменик, који поседује богату ризницу Теслиних личних ствари, предмета, слика, скулптура, инструмената и друге личне и научне архиве. Зграда музеја је проглашена за споменик културе 1987. године. Организација УНЕСКО је 2003. године донела одлуку о упису архивске грађе из заоставштине Николе Тесле, у регистар Унеска Памћење света.

## У Србији
- Споменик Николи Тесли, рад вајара Франа Кршинића из 1956. године које се од 1963. године налази испред зграде Електротехничког факултета у Београду у Булевару краља Александра. Копија овог споменика постављена је и на Нијагариним водопадима, са америчке стране.
- На згради ректората Универзитета у Београда се налази спомен-плоча са ликом Николе Тесле и са текстом:

У спомен на боравак Николе Тесле у Београду и знаменити говор који је одржао на Великој школи 2. јуна 1892. године
- У Музеју Николе Тесле у Београду изложена је бронзана биста коју је по Теслиној жељи израдио његов пријатељ, вајар Иван Мештровић, 1952. године. Одливци ове бисте налазе се и у Техничком музеју у Бечу и у Музеју Лике у Госпићу.
- Споменик у облику бисте Николи Тесли у Новом Саду налази се испред Факултета техничких наука. Свечано је откривен и 18. маја 2006. године на дан факултета и налази се испред улаза. Урадио га је вајар Владимир Јокановић и даривао Новом Саду, универзитету и ФТН. Ово је једини споменик Тесли у Новом Саду на отвореном простору.
- На Београдском аеродрому „Никола Тесла“ постављен је споменик Тесли 10. јула 2006. године, 150 година након његовог рођења. Овај рад Дринке Радовановић, висок 3,5 m, изливен је у бронзи. Био је другонаграђени на међународном конкурсу 2005. године у Канади.
- У Ужицу је 1. августа 2008. године откривена биста Николе Тесле испред хидроцентрале (једне од првих на свету која је користила Теслине патенте), дар Удружења ужичана из Београда, рад академског вајара Николе Јанковића. Откривање бисте је одржано у присуству помоћника Министра за енергетику и рударство Предрага Шекељића, градоначелника Ужица Јована Марковића, председника Удружења Ужичана у Београду Милија Мишовић и директор Електродистрибуције Ужице Владимир Доганџић.[1]
- На Тргу Николе Тесле у Апатину (2011), бронзана фигура висине 2,2 метра, на постаменту висине 3 метра, рад вајара Драгана Раденовића.[2] Трг је званично отворен на Дан науке у Србији и за 159. годишњицу од рођења Николе Тесле, 10. јула 2015.[3]
- У Карађорђевом парку у Београду, недалеко од зграде Народне библиотеке, откривен је споменик 10. јула 2016. године споменик Николи Тесли, рад вајара Николе Јанковића.[4]

- Споменик Тесли испред техничких факултета у Београду
- Биста Тесле у Новом Саду, испред ФТН
- Статуа испред београдског аеродрома „Никола Тесла“
- Бронзана скулптура Николе Тесле у Апатину
- Спомен-плоча на згради ректората Универзитета у Београду

## У Републици Српској
Споменик у Бањој Луци је подигнут испред зграде Дирекције електродистрибуције „Електрокрајина“ Бања Лука 28. септембра 2007. године. Откривању бисте је присуствовао Милан Јелић, бивши председник Републике Српске.
Споменик Николи Тесли је откривен у Међашима код Бијељине 9. јула 2011.

## У Русији
Српски привредник који послује у Русији Ненад Поповић, данас министар за иновације и технологију у Влади Републике Србије, поклонио је главном граду Републике Чувашије (РУС), Чебоксарију споменик Николи Тесли. Споменик је у присуству председника Чувашије Михаила Игнатјева и градоначелника Чебоксарија Леонида Черкесова свечано отворен 6. новембра 2016. године.
- Отварање споменика Николи Тесли у Чебоксарију
- Споменик Николи Тесли у Чебоксарију

У Москви у средњој школи постоји биста Николе Тесле, од септембра 2006. године.

## У САД

### На Нијагариним водопадима
Бронзани споменик Николи Тесли, рад вајара Франа Кршинића, постављен је 1976. године на Нијагариним водопадима у држави Њујорк, са америчке стране. Исти споменик се налази испред Електротехничког факултета у Београду.
- Споменик Тесли на Нијагариним Водопадима

### У Њујорку
- Теслин трг се налази на углу Шесте авеније и Четрдесет прве улице.
- Постоји спомен-плоча на бившој згради хотела „Герлак” у којој је Тесла једно време живео, у 27. улици, између Шесте авеније и Бродвеја. Данас ту зграду зову „Зградом радио-таласа”, а плочу је поставио председник општине Менхетн, Перси Сатон, 1977. године.
- Спомен-плоча на хотелу „Њујоркер”, где је Тесла и најдуже живео, постављена је 10. јула 2001. године.

- Споменик Николи Тесли испред Српске православне цркве Св. Сава на Менхетну, Њујорк
- Спомен-плоча Тесли- Хотел Њујоркер, Њујорк

## У Канади
- На Нијагариним водопадима, са канадске стране, 9. јула 2006. године постављен је још један споменик Николи Тесли. Споменик је коштао око 200.000 долара, финансирали су га Срби. Направљен је у природној величини, у тренутку шетње као на слици из Будимпеште када је понет Гетеовим стиховима почео штапом по песку да црта скицу свог изума – индукционог мотора који је иначе и постоље споменика. Висок је три метра, мада је почетна замисао била да буде и већи, али држава не дозвољава да ико буде виши од краља Џорџа, који се такође налази у том парку. То су једина два споменика у том парку. Гледа на Нијагарине водопаде и направљен је према решењу канадског вајара Леса Драјслера.
- Испред владичанског двора у Канади се налази спомен-фонтана посвећена Николи Тесли, постављена 2006. године поводом 150 година његовог рођења. Фонтана, направљена да подсећа на Теслин патент 1113716 из 1914. године, израђена је захваљујући прилозима верника Епархије канадске. Фонтану је освештао епископ канадски Георгије.

- Споменик Тесли на Нијагариним Водопадима, канадска страна, постављен 2006.
- Спомен-фонтана посвећена Тесли испред владичанског двора, постављена 2006.

## На универзитетима
Захваљујући упорности учитеља и ученика из једне основне школе из града Ен Арбор у Мичигену, покренута је и реализована акција да сви водећи технички универзитети у Сједињеним Државама имају бисту Николе Тесле.
Бисте су постављене на Харвард, Јејл, Колумбија, Принстон, Мичиген, Висконсин, Мериленд, Илиноис, Пурдју, Корнел, Дјук, Карнеги Мелон, Универзитет Џон Хопкинс, Универзитет Пен, Универзитет Пенсилваније, Универзитет Мичигена, Институт технологија Масачусетса, Институт технологија Калифорније и Институт технологија Џорџије.
- Биста Николе Тесле у Јејлу

## У Хрватској
У граду Госпићу слична статуа као на Нијагариним водопадима је постављена 1981. године, али је касније током рата уништена од стране хрватских снага заједно са музејем и родном кућом.
Теслина родна кућа у Смиљану је доскора била опкољена минским пољем. Обновљена је и отворена 10. јула 2006. године у оквиру Меморијалног центра „Никола Тесла“. Дана 11. јуна 2006. у Смиљану је постављена нова статуа Николе Тесле, рад академског вајара Миле Блажевића.
Централни градски трг у Госпићу се некад звао Трг Николе Тесле, а данас је Трг Стјепана Радића.
У Загребу је дана 7. јула 2006. на углу улица Масарикове и Прерадовићеве постављен споменик, статуа Николе Тесле, рад Ивана Мештровића, који је премештен из института Руђер Бошковић у коме се налазио деценијама уназад.
У Сплиту, на факултету електротехнике, стројарства и бродоградње се у склопу парка факултета налази биста Николе Тесле.
- Споменик у Загребу рад Ивана Мештровића
- Споменик у згради Факултета електротехнике и рачунарства у Загребу
- Статуа, дело Емила Бохутинског из 1932. године у Техничком музеју у Загребу
- Спомен-плоча на згради Старе градске вијећнице у Загребу

## Остало
У Јапану, у граду Јокохами, дана 27. јуна 2008. године откривена је биста Николе Тесле у Историјском музеју електричне енергије у згради Електродистрибуције у Јокохами. Постављање бисте је покренуо Хирашита Осаму, председник удружења поштовалаца достигнућа Николе Тесле. Ово је, за сада, једина Теслина биста у Јапану.
У Мађарској од 2002. године постоји биста Николе Тесле у холу зграде Мађарског радија, поклон Радио Београда. Предаја поклона је обављена у присуству нашег амбасадора у Будимпешти.
У Прагу је у улици Николе Тесле постављена спомен-плоча и постављен камен темељац за споменик Николи Тесли.
У Аустралији постоје бисте Николе Тесле. У Српском центру Западне Аустралије постављена је биста 2006. године, рад вајара Јована Радановића. Спомен-биста постоји и у Школи за електротехнику, електронику и рачунарско инжењерство Универзитета Западне Аустралије.
У јануару 2020, откривена је биста Николи Тесли у Братислави.
- Спомен-плоча Николи Тесли, Помаз- Мађарска 1994.